# James Peter Allen
Pour les articles homonymes, voir Allen.
James Peter Allen est un égyptologue américain né en 1945.
Diplômé de l'université de Chicago (1981), il fut notamment conservateur du département d'art égyptien au Metropolitan Museum of Art (MMA) et vice-président de l'International Association of Egyptologists (IAE).
Il enseigne dans diverses universités. C'est un grammairien spécialiste de la langue égyptienne de l'Ancien Empire, des textes anciens et notamment des textes des pyramides (Ve et VIe dynasties).

## Publications
- Participation à Genesis in Egypt: The philosophy of Ancient Egyptian creation accounts, Yale University Studies-2, William Kelly Simpson (éditeur), New Haven (Connecticut), 1988,  (ISBN 0-912532-14-9) ;
- Participation à Religion and philosophy in Ancient Egypt, Yale University Studies-3, William Kelly Simpson (éditeur), Yale Univ Press, New Haven (Connecticut), 1989,  (ISBN 0-912532-18-1) ;
- Avec Eugène Turner, An atlas of population patterns in metropolitan Los Angeles and Orange counties, éd California state University, Northridge, 1990 ;
- Avec N. Thomas, The American discovery of ancient Egypt, éd. Los Angeles County Museum of Art, Los Angeles, 1996 ;
- Egyptian Art in the Age of the Pyramids, éd. Metropolitan Museum of Art, 1999,  (ISBN 0300085958) ;
- Middle Egyptian: An introduction to the language and culture of hieroglyphs, éd. Cambridge University Press, 2000,  (ISBN 0-521-65312-6) (rel.) et  (ISBN 0-521-77483-7) (br.) ;
- The Heqanakht papyri, éd. The Metropolitan Museum of Art, New York, 2002,  (ISBN 1-58839-070-5) ;
- Participation à The pyramid complex of Senwosret III at Dahshur architectural studies de Dieter Arnold, éd. Metropolitan Museum of Art, New York, 2002,  (ISBN 0-87099-956-7) ;
- Avec David T. Mininberg, The Art of Medicine in Ancient Egypt, éd. Metropolitan Museum of Art, New York, 2005,  (ISBN 1-58839-170-1) (br.) et  (ISBN 0-300-10728-5) (Yale University Press) ;
- (Traducteur) The Ancient Egyptian Pyramid Texts, Writings from the Ancient World Series, No.23, Peter Der Manuelian & Theodore J. Lewis (Editors), 2005 : September ;
- The Egyptian coffin texts. Middle kingdom copies of pyramid texts, Volume 8, éd. The oriental institute of the University of Chicago, Chicago, 2006,  (ISBN 1-885923-40-6).